# امرأة في برلين (فلم)
امرأة في برلين (بالألمانية:Eine Frau in Berlin) ، هي فيلم سينمائي ألماني أنتجت سنة 2008م، من تصنيف دراما وجريمة، من بطولة نينا هوس .

## قصة
بعد سقوط برلين سنة 1945 ، دخل قوات السوفيتية إلى المدينة بحيث تعرض مجموعة من النساء الألمانيات للاغتصاب والإهانة من قبل القوات السوفيتية ، وأنونيما «نينا هوس» هي واحدة من ضحايا الاغتصاب التي مارسها الجنود السوفيت.

## الممثلون
- نينا هوس: أنونيما
- Eugeny Sidikhin: Andrej Rybkin
- ايرم هيرمان: Witwe
- Rüdiger Vogler: Eckhart
- Ulrike Krumbiegel: Ilse Hoch
- Rolf Kanies: Friedrich Hoch
- يوردس تريبل: Bärbel Malthaus
- Roman Gribkov: Anatol
- جوليان كوهلر: Elke
- Samvel Muzhikyan: Andropov
- أوجست ديل: Gerd

## وصلات خارجية
- الموقع الرسمي
- A Woman in Berlin at Strand Releasing
- مقالات تستعمل روابط فنية بلا صلة مع ويكي بيانات
- A Woman in Berlin at ميتاكريتيك